# Julius Bernhard Friedrich Adolph Wilbrand
Julius Bernhard Friedrich Adolph Wilbrand (Gießen, 22 d'agost de 1839 – Bielefeld, 22 de juny de 1906), fou un químic alemany conegut per haver estat el primer a sintetitzar el trinitrotoluè, o TNT, el 1863 per nitració del toluè.